# Lachowicze (gmina)
Lachowicze – dawna gmina wiejska istniejąca do 1939 roku w woj. nowogródzkim (obecnie na Białorusi). Siedzibą gminy były Lachowicze (2819 mieszk. w 1921 roku), które od 1931 roku stanowiły odrębną gminę miejską.
Początkowo gmina należała do powiatu słuckiego. 1 sierpnia 1919 r. gmina weszła w skład nowo utworzonego powiatu baranowickiego pod Zarządem Cywilnym Ziem Wschodnich. 23 kwietnia 1930 roku do gminy Lachowicze przyłączono części obszaru gmin Darewo i Niedźwiedzica. 27 czerwca 1931 roku z gminy wyłączono miasteczko Lachowicze (oraz osiedle Mała Łotwa), któremu nadano prawa miejskie i przekształcono w odrębną gminę miejską (Lachowicze pozostały nadal siedzibą władz wiejskiej gminy Lachowicze).
Po wojnie obszar gminy Lachowicze wszedł w struktury administracyjne Związku Radzieckiego.